# Stowarzyszenie Pomocy Mieszkaniowej dla Sierot
Stowarzyszenie Pomocy Mieszkaniowej dla Sierot powstało w 1981 roku w Baranowie z inicjatywy osób prywatnych. Jest organizacją pożytku publicznego. 

## Cele Stowarzyszenia
Celem statutowym Stowarzyszenia jest pomoc w sprawach mieszkaniowych dzieciom osieroconym i osobom niepełnosprawnym oraz wyposażanie osób niepełnosprawnych w niezbędny sprzęt rehabilitacyjny, ułatwiający życie, naukę i start zawodowy, w tym świadczenie tej pomocy osobom poszkodowanym w wypadkach komunikacyjnych. 
Zadania statutowe realizowane są w oparciu o darowizny od osób prawnych i fizycznych, nawiązki i świadczenia pieniężne, a także środki zgromadzone w wyniku ogólnokrajowej zbiórki publicznej prowadzonej przez Stowarzyszenie na mocy zezwolenia Ministerstwa Spraw Wewnętrznych - w formie dobrowolnych wpłat na konto Stowarzyszenia, zbiórki rzeczy i funduszy do skarbon stacjonarnych umieszczonych za zgodą właścicieli i dysponentów obiektów. Niezwykle cenna jest stała współpraca z firmami, podmiotami i instytucjami o statusie Członka Wspierającego Stowarzyszenia.

## Zakres działalności
Dotychczas Stowarzyszenie pomogło 30.000 osób z terenu całego kraju, przekazując dzieciom osieroconym różne formy wsparcia w sprawach mieszkaniowych oraz sprzęt rehabilitacji medycznej i zawodowej dla dzieci niewidomych, głuchych, niepełnosprawnych ruchowo (m.in. wózki rehabilitacyjne różnych typów, poduszki i materace przeciw odleżynom, maszyny do pisania pismem punktowym, dyktafony, składane laski, zestawy komputerowe, radiomagnetofony, maszyny do szycia, sprzęt agd.).
Co roku z okazji Dnia Dziecka i Gwiazdki, Stowarzyszenie organizuje publiczną uroczystość dla podopiecznych, podczas której darczyńcy i sympatycy idei Stowarzyszenia wręczają bezpośrednio przydziały i klucze do mieszkań oraz ufundowany sprzęt rehabilitacyjny i inne dary rzeczowe wspierające start życiowy dzieci pokrzywdzonych.
W trakcie tych uroczystych spotkań społecznicy zasłużeni dla rozwoju idei Stowarzyszenia  zostali odznaczeni wysokimi odznaczeniami państwowymi oraz odznakami honorowymi "Za Zasługi dla Województwa Wielkopolskiego", a całokształt działalności Stowarzyszenie uhonorował Samorząd Wielkopolski – Odznaką honorową „Za zasługi dla województwa wielkopolskiego”.